# Белогърл гвенон
Белогърлият гвенон още гвенон на Сайкс (Cercopithecus albogularis) е вид бозайник от семейство Коткоподобни маймуни (Cercopithecidae).

## Разпространение
Белогърлият гвенон е маймуна от Стария свят, която може да се види между Етиопия и Южна Африка, включително в южните и източни части на Демократична република Конго.